# Manuel João Ramos
Manuel João Mendes Silva Ramos (nacido en 1960) es un antropólogo, artista y defensor de los derechos cívicos portugués.  

## Infancia y educación
Manuel João Ramos nació en Lisboa. Es el hijo mayor del fallecido actor portugués Jacinto Ramos. Se licenció en Antropología en la Facultad de Ciencias Sociales y Humanas de la Universidad Nueva de Lisboa, en 1982. Concluyó el Máster en Estudios Literarios Comparados en 1987, también en Universidad Nueva de Lisboa, y el doctorado en Antropología del Simbólico en ISCTE-IUL, tras seguir cursos doctorales de Cosmología y Cosmografia Medieval y Renacentista en la EHESS, en París.

## Carrera
Ingresó en el Departamento de Antropología de ISCTE-IUL en 1984 como asistente estagiario de José Carlos Gomes de Silva, donde ha proseguido su carrera hasta a la actualidad, ahora como profesor titular, especializado en Antropología del Simbólico y de la Cognición. También es investigador del Centro de Estudios Internacionales de ISCTE-IUL (antiguo Centro de Estudios Africanos) y su subdirector de 2006 a 2016. Dirige la Biblioteca Céntrica de Estudios Africanos, una infraestructura MERIL, localizada en la Biblioteca de ISCTE-IUL. De 2009 a 2016, fue miembro de la dirección de la red europea de estudios africanos AEGIS. 
Ha desarrollado una carrera paralela como diseñador e ilustrador, trabajando para diversos periódicos portugueses, por veces en colaboración con el escritor Rui Zink.  Publicó varios de sus dibujos de viaje en libros de autoría propia o en colaboración con otros diseñadores. Es miembro de la red mundial de Urban Sketchers. 
Desde la muerte de su hija mayor en una colisión automóvil en agosto de 1998, en el norte de Portugal, inició un movimiento de lucha contra la violencia vial en su país, empeñándose después a nivel europeo y mundial en las causas de la reducción de los riesgos viales y de la movilización por una movilidad vial más equitativa y sostenible. Es, desde su fundación, el presidente de la Asociação de Cidadãos Auto-Mobilizados. Su movilización cívica lo llevó a integrar el movimiento Ciudadanos Por Lisboa y presentarse a las elecciones municipales intercales de Lisboa, en 2007. Fue elegido concejal de la Cámara Municipal de Lisboa, en representación de aquel movimiento cívico.   En 2008, fue elegido vicepresidente de la Federación Europea de Víctimas de la Carretera (FEVR) y posteriormente miembro de la dirección de la Alianza Global de ONGs dedicadas a la Seguridad Rodoviária. Es actualmente el representante de la FEVR en la Colaboración de las Naciones Unidas para la Seguridad Vial, un forum consultivo de la ONU. 

### Obra principal
Las publicaciones de Manuel João Ramos en Antropología incluyen estudios sobre simbolismo y mitología cristianos y investigación sobre tradiciones orales etíopes. Con los historiadores Isabel Boavida y Hervé Pennec, publicó una edición crítica de la Historia de Etiopía del padre jesuita Pedro Páez, primero en portugués en 2008, y después en español y inglés.

### Libros y capítulos de libros
- Ensaios de mitologia cristã: o Preste João e a reversibilidade simbólica. Lisboa: Assírio & Alvim, 1997 ( ISBN 978-9723704174 ).
- "Machiavellian Empowerment and Disempowerment. The Violent Struggle for Power in 17th Century Ethiopia", en Angela Cheater (ed.), The Anthropology of Power: Empowerment and Disempowerment in Changing Structures. Londres - Nueva York: Routledge, 1999.
- Histórias Etíopes: Diário de viagem. Lisboa: Assírio & Alvim, 2000.
- Sinais do Trânsito. Lisboa: Assírio & Alvim, 2000.[9]
- "Nem mais nem menos? Literalidade e problematização em antropologia". In María Cátedra (coord.) La Mirada Cruzada. Madrid: Catarata, 2002.
- Essays in Christian Mythology: the metamorphoses of Prester John. Langham: University Press of America, 2006 ( ISBN 978-0-7618-3388-8 ).
- Memórias dos Pescadores de Sesimbra: Santiago de Sesimbra no Início dos Anos Oitenta do Séc. XX . Memorias de la Sociedade de Geografía de Lisboa 10. Lisboa: SGL, 2009.
- Histórias Etíopes: Diário de Viagem. Lisboa: Ediciones Tinta de China, 2010 (Segunda edición: ISBN 978-989-671-034-7 ).
- "From Beleaguered Fortresses to Belligerent Cities". In Alexandra Dias (coord.) State and Societal Challenges in the Horn of Africa: Conflict and processes of state formation, reconfiguration and disintegration. Lisboa: EBook'IS, 2013. (ISBN 978-972-8335-23-6)
- Of Hairy Kings and Saintly Slaves. Canon Pyon: Sean Kingston Publishing, 2018 ( ISBN 978-1-907774-19-5 ).[10]

### Volúmenes editados
- Carta do Preste João das Índias: versões medievais latinas, editadas y presentadas por MJ Ramos, traducidas del latim por Leonor Buescu. Lisboa: Assírio & Alvim, 1998.
- La Pintura Narrativa Etíope: Arte Narrativo en Etiopía . Con Carmen Porras Gómez. Sevilla: Museo de Artes y Costumbres Populares, 2002.
- A Matéria do património: memórias e identidades. Lisboa: Colibri, 2003.
- Konso-Harar: fotoetnografias na Etiópia. Lisboa: Assírio & Alvim, 2003.
- The Indigenous and the Foreign in Christian Ethiopian Art: On Portuguese-Ethiopian contacts in the 16th-17th centuries. Con Isabel Boavida. Aldershot: Ashgate, 2004.
- Espírito de missão, número temático de los Cadernos de Estudos Africanos, 15. Con Rodolfo Suenes. Lisboa: Centro de Estudios Africanos - ISCTE, 2008.
- The Walker and the City. Con Mário J. Alves. Lisboa: Associação de Cidadãos Auto-Mobilizados, 2010.
- Memória e Artifício: Matéria do património II. Con António Medeiros. Memorias de la Sociedad de Geografía de Lisboa 11. Lisboa: SGL, 2010.
- Risco e trauma rodoviários em Portugal . Lisboa: Associação de Cidadãos Auto-Mobilizados, 2011.
- Pedro Páez's History of Ethiopia, 1622, 2 vols. Con Isabel Boavida y Hervé Pennec. Traducido por Christopher Tribe. Londres: Sociedad Hakluyt, 2011.
- African Dynamics in a Multipolar World  (avec Ulf Engel). Leiden: Brill, 2013.
- Fluid Networks and Hegemonic Powers in the Western Indian Ocean (avec Iain Walker et Preben Kaarsholm). Lisbonne: EBook'IS, 2017.

### Artículos en revistas científicas
- “O Durkheimeanismo Hoje – Classificações, Hierarquias, Ambiguidades”. Trabalhos de Arqueologia e Etnologia. 36, 1996. pp. 73-89.
- “Origen y evolución de una imagen Cristo-mimética: el Preste Juan en el tiempo y el espacio de las ideas cosmológicas europeas”. Politica y Sociedad. 25, 1997. pp. 37-43.
- A Sisígia nos Bestiários Medievais: Confronto, Combinação, Transformação”. Etnográfica, 1 (1), 1997. pp. 97-112.
- “On the Embedment of Classical Models of Dichotomy in Modern Anthropology: the Case of Literacy Studies”. Trabalhos de Arqueologia e Etnologia. 39, 3-4, 1999. p. 61-80.
- “Ambiguous Legitimacy: The Legend of the Queen of Sheba in Popular Ethiopian Painting” (avec Isabel Boavida). Annales d’Ethiopie, 21, 2005. pp. 84-92.
- “Stop the academic world, I wanna get off in Quai Branly. Of sketchbooks, museums and anthropology”. Cadernos de Arte e Antropologia. 4 (2), 2015. pp.141-178.
- (avec Aina Azevedo) “Drawing close: on visual engagements in fieldwork, drawing workshops and the anthropological imagination”. Visual Ethnography. 5 (1), 2016. 135-160.
- (avec Daniel Malet Calvo) “Suddenly last summer: how the tourist tsunami hit Lisbon”. Revista Andaluza de Antropología. 15, 2018. pp. 47-73.
- “Castle Building in SeventeenthCentury Gondär (Ethiopia)”. Aethiopica: International Journal of Ethiopian and Eritrean Studies. 7, 2018. pp. 25-42.
- “Ceci n’est pas un Dessin: Notes on the Production and Sharing of Fieldwork Sketches”. Cadernos de Arte e Antropologia. 8 (2), 2019. pp. 57-64.

### Obra literaria y artística
- Os Surfistas, de Rui Zink; ilustraciones de Manuel João Ramos. Lisboa: Publicaciones Don Quixote. 2002.
- Major Alverca, por Manuel João Ramos y Rui Zink. Lisboa: Publicações Dom Quixote, 2003.
- Serie O Bebé que (incluyendo The Boy Who didn't like Television. Nueva York: McAdam / Cage, 2004.)
- Traços de Viagem, de Manuel João Ramos. Lisboa:  Bertrand, 2009.

### Traducciones
- Mitos e símbolos na arte e civilização indianas, por Heinrich Zimmer, Traducción de Manuel João Ramos y Ana Vasconcelos y Melo. (introducción de José Carlos Gomes de Silva). Lisboa: Assírio & Alvim, 1996.
- Sonhos, ilusão e outras realidades de Wendy Doniger El'Flaherty, Traducción de Manuel João Magalhães, revista por Manuel João Ramos. Introducción de José Carlos Gomes de Silva,  Lisboa: Assírio & Alvim, 2003.